# Pieter van den Keere

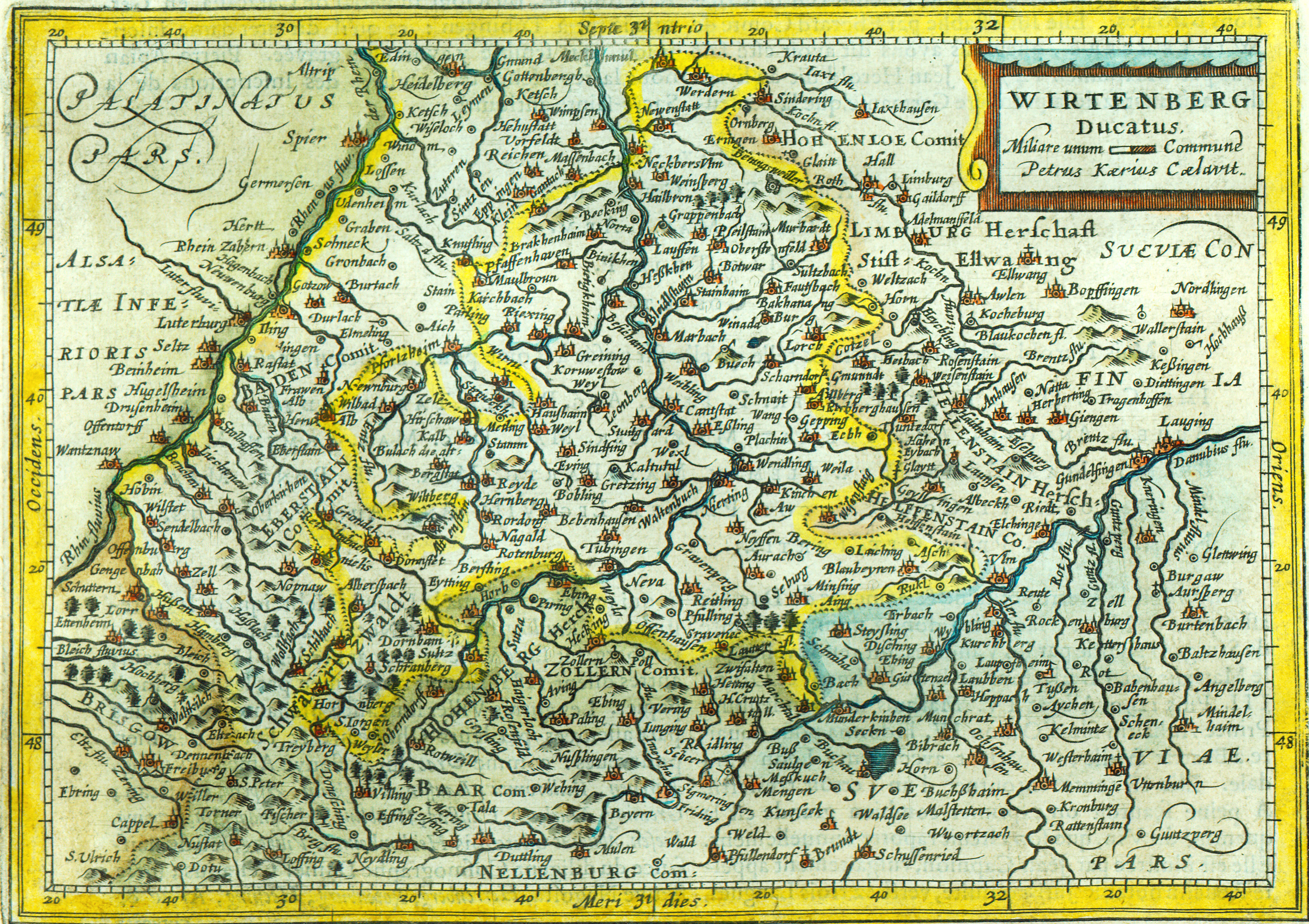
Der Grenzverlauf des Herzogtums Württemberg zu Beginn des Dreißigjährigen Krieges. Karte von Pieter van den Keere

Pieter van den Keere, auch Peter bzw. Petrus Kaerius, (* 1570 in Gent; †  1630 in Gent) war ein Kupferstecher und Verleger.

## Leben und Werk
Pieter van den Keere wird 1570 als Sohn des Buchdruckers und Schriftgießers Hendric van den Keere dem Jüngeren in Gent geboren. Aufgrund religiöser Unruhen und Verfolgungen flieht er nach London, wo er als Kupferstecher tätig ist. Seine frühesten Stiche sind in John Nordens Speculum Britanniae (1593) zu finden, darunter Ansichten von London und der Westminsterabtei aus der Vogelperspektive. Um 1595 kehrt Pieter van den Keere wieder nach Holland zurück und lässt sich in Amsterdam nieder, wo er bis zu seinem Tod lebt und arbeitet. Als erstes erscheint dort die Nova totius Europae descriptio in Kooperation mit Jodocus Hondius. Neben seiner Tätigkeit als Kupferstecher tritt er ab 1609 auch als Verleger in Erscheinung. So liefert er u. a. 1613 der Rotterdamer Admiralität mehrere Globen. 1617 erscheint der Atlas der Niederlande Germania inferior mit seinem Namen als Verfasser und mit einigen Karten, die seine volle Stechersignatur zeigen. Neben verschiedenen topografischen Einzelblättern, u. a. von Amsterdam (1618), Nürnberg (1619) und dem Herzogtum Württemberg (1619), sticht Van den Keere 1621 eine Weltkarte (Nova totius terrarum orbis), die bei Jan Janszoon in Amsterdam erscheint. Nach 1620 scheint er vor allem einen regen Kupferstichhandel zu betreiben, zumindest weist ein 1623 aufgenommenes Inventar einen reichen Vorrat an entsprechenden Arbeiten auf. Er stirbt 1630 in Gent.